# Верховный совет национальной перестройки
Верховный совет национальной перестройки (кор. 국가재건최고회의), изначально называвшийся Революционным комитетом — управляющий орган в Южной Корее в 1961—1963 годах. Стоял выше правительства страны. Был составлен в основном из военной элиты, стоявшей у истоков свержения 16 мая 1961 года Второй республики. Существовал до возникновения Третьей республики в 1963 году.

## Ключевые события
Военная революция 16 мая, возглавляемая генерал-майором Пак Чон Хи, 16 мая 1961 года положила конец Второй республике. Пак был одним из группы военачальников, выступавших за деполитизацию армии. Неудовлетворённый предпринятыми Второй республикой мерами, он решил взять дело в свои руки.
Военачальники обещали вернуть правительство на демократические рельсы как можно скорее. 17 декабря 1962 года состоялся референдум о возвращении страны к президентской форме правления. «За» проголосовало 78 % участников. Первоначально Пак и другие военные лидеры решили не выставлять свои кандидатуры на выборах, но 10 марта 1963 года ЦРУ Южной Кореи раскрыло заговор группы высокопоставленных армейских офицеров, которые хотели отлучить Пака от власти и создать своё правительство. Помимо этого, 14 марта у штаб-квартиры хунты собралось несколько десятков офицеров, в том числе «молодых полковников», которые требовали, чтобы Пак не уходил. После этого Пак вступил в предвыборную борьбу: 30 августа 1963 года он ушёл с действительной военной службы и выставил свою кандидатуру на пост президента от специально созданной им Демократической Республиканской партии (ДРП). Выборы состоялись 15 октября 1963 года, Пак Чон Хи победил Юн Бо Сона с незначительным отрывом (46,6 % голосов против 45,1 %).

## Экономика
Верховный совет был первым южнокорейским правительственным органом, который использовал принцип плановой экономики. Первый южнокорейский пятилетний план был разработан в 1962 году. Хотя во время Второй республики существовали наработки по таким планам, претворить их в жизнь она не смогла.